# Џозеф Џонстон
Џозеф Џонстон (енгл. Joseph Johnston; Фармвил, 3. фебруар 1807 — Вашингтон, 21. март 1891) био је амерички генерал и војсковођа Конфедерације током Америчког грађанског рата.

## Биографија
Дипломирао је на Војној академији Вест Поинт 1829. године. По избијању грађанског рата 1861, Џонстон је имао највиши чин од свих официра који су дали отказ у војсци САД и прешли у војску Конфедерације. Именован је за команданта војске Северне Вирџиније у долини Шенандоа.
У првој великој бици 21. јула 1861. Џонстон је зауставио продор снага Севера према Ричмонду у првој бици код Бул Руна. Након тога је унапређен у чин генерала. Када је генерал Уније Џорџ Маклелан започео Полуострвску кампању у априлу 1862, Џонстон се повукао поново према Ричмонду. У великој бици код Севен Пајнса између Маклелана и Џонстона, од 31. маја до 1. јуна 1862, која је завршила нерешено, Џонстон је рањен па га је заменио Роберт Ли. Крајем године Џонстон је преузео команду војске Конфедерације у Мисисипију. Унионисти су, под командом Јулисиза Гранта, напредовали према Виксбургу. Џонстон је упозорио генерала Џона Клифорда Пембертона да град треба евакуисати, али је председник Конфедерације Џеферсон Дејвис дао наређење да се град брани по сваку цену. С малом војском Џонстон није успео да пробије Грантову блокаду и Пембертон се предао 4. јула 1863.
Иако је био жестоко критикован од стране Дејвиса, преузима команду војске у Тенесију. Суочен с бројнијом и боље опремљеном војском генерала Вилијама Шермана, Џонстон је избегавао директну борбу. Током опсаде Атланте Дејвис је сменио Џонстона у јулу 1864. године. Џонстон је поново постављен на дужност команданта у Северној Каролини у фебруару 1865. Када је чуо за предају Лија код Апоматокса 4. априла 1865, Џонстон се предао Шерману три недеље касније код Дарама, Северна Каролина, иако му је Дејвис наређивао да се не преда.
Дана 10. јула 1845. у Балтимору се оженио са Лидијом Маклејн. Нису имали деце. Написао је Narrative of Military Operations, критичку анализу Америчког грађанског рата. Преминуо је од пнеумоније (упале плућа).